# Marché-Allouarde
 Marché-Allouarde  es una población y comuna francesa, en la región de Picardía, departamento de Somme, en el distrito de Montdidier y cantón de Roye.

## Demografía
| 63 | 70 | 64 | 50 | 60 | 77 |
| Para los censos de 1962 a 1999 la población legal corresponde a la población sin duplicidades (Fuente: INSEE [Consultar]) |    |    |    |    |    |